# Exocentrus hispiduloides
Exocentrus hispiduloides là một loài bọ cánh cứng trong họ Cerambycidae.